# 三山木駅
三山木駅（みやまきえき）は、京都府京田辺市三山木中央にある、近畿日本鉄道（近鉄）京都線の駅。駅番号はB18。

## 歴史
- 1928年（昭和3年）11月3日：奈良電気鉄道桃山御陵前 - 西大寺（現・大和西大寺）間開通時に開業[2]。
- 1963年（昭和38年）10月1日：会社合併により近畿日本鉄道京都線の駅となる[2]。
- 1995年（平成7年）3月16日：ホーム有効長が6両分に延長[3]。
- 2002年（平成14年）
  - 4月：高架化工事着工[4]。
  - 7月23日：高架化工事の安全祈願祭挙行[5]。
- 2004年（平成16年）7月10日：京都方面ホームが高架化開業[6][7][8]。
- 2005年（平成17年）8月6日：大和西大寺方面ホームが高架化開業し、高架化完成[9][10]。
- 2007年（平成19年）
  - 3月20日：駅前広場が一部完成し、暫定的に使用開始[11]。
  - 4月1日：ICカード「PiTaPa」使用開始[12]。
- 2008年（平成20年）3月17日：駅前広場が完成[13]。
- 2024年（令和6年）1月10日：終日無人駅化[14]。

## 駅構造
相対式2面2線のホームを持つ高架駅。ホーム有効長は6両。改札口は1ヶ所のみ。かつての地上駅時代には、方向別に改札口が存在していた。

### のりば
| のりば | 路線     | 方向 | 行先                 |
| ------ | -------- | ---- | -------------------- |
| 1      | B 京都線 | 下り | 天理・橿原神宮前方面 |
| 2      | B 京都線 | 上り | 京都方面             |

## 特徴
ダイヤ面
- 同志社大学・同志社女子大学開校日には臨時列車の運転が実施されており、夕方は近鉄宮津発新田辺行き普通列車が運転される。 一部は新田辺から京都行き準急や国際会館行き普通列車へ変更され運転される。
- 現在の近鉄宮津駅に隣接する宮津車庫の設置当初は信号所扱い（三山木信号所）であったため、駅に昇格されるまで当駅止まりの列車が設定されていた時期があり、方向幕には「急行｜三山木」や「準急｜三山木」、「急行｜（大和）西大寺 この車両三山木まで」、「準急｜奈良 この車両三山木まで」などの表示が装備されていた。

駅設備・営業面
- 新田辺駅管理の無人駅で、PiTaPa・ICOCA対応の自動改札機および自動精算機（回数券カードおよびICカードのチャージに対応）が設置されている。

## 利用状況
2023年11月7日における1日乗降人員は4,741人である。
近年の1日乗降人員の調査結果は以下の通り。
| 年度               | 特定日   | 特定日   | 1日平均 乗降人員 | 出典        | 出典            |
| 年度               | 調査日   | 乗降人員 | 1日平均 乗降人員 | 近鉄        | 京田辺市        |
| ------------------ | -------- | -------- | ---------------- | ----------- | --------------- |
| 2000年（平成12年） | 11月07日 | 4,081    | 7,060            | [ 近鉄 1 ]  | [ 京田辺市 1 ]  |
| 2001年（平成13年） | -        | -        | 6,693            |             | [ 京田辺市 1 ]  |
| 2002年（平成14年） | -        | -        | 6,127            |             | [ 京田辺市 1 ]  |
| 2003年（平成15年） | 11月11日 | 4,102    | 5,734            | [ 近鉄 2 ]  | [ 京田辺市 2 ]  |
| 2004年（平成16年） | -        | -        | 5,327            |             | [ 京田辺市 3 ]  |
| 2005年（平成17年） | 11月08日 | 3,610    | 5,016            | [ 近鉄 3 ]  | [ 京田辺市 4 ]  |
| 2006年（平成18年） | -        | -        | 4,782            |             | [ 京田辺市 5 ]  |
| 2007年（平成19年） | -        | -        | 5,365            |             | [ 京田辺市 6 ]  |
| 2008年（平成20年） | 11月18日 | 4,076    | 6,276            |             | [ 京田辺市 7 ]  |
| 2009年（平成21年） | -        | -        | 6,334            |             | [ 京田辺市 8 ]  |
| 2010年（平成22年） | 11月09日 | 4,073    | 6,537            | [ 近鉄 4 ]  | [ 京田辺市 9 ]  |
| 2011年（平成23年） | -        | -        | 6,560            |             | [ 京田辺市 10 ] |
| 2012年（平成24年） | 11月13日 | 4,294    | 6,580            | [ 近鉄 5 ]  | [ 京田辺市 11 ] |
| 2013年（平成25年） | -        | -        | 5,480            |             | [ 京田辺市 12 ] |
| 2014年（平成26年） | -        | -        | 5,529            |             | [ 京田辺市 13 ] |
| 2015年（平成27年） | 11月10日 | 4,441    | 5,822            | [ 近鉄 6 ]  | [ 京田辺市 14 ] |
| 2016年（平成28年） | -        | -        | 6,035            |             | [ 京田辺市 15 ] |
| 2017年（平成29年） | -        | -        | 6,213            |             | [ 京田辺市 16 ] |
| 2018年（平成30年） | 11月13日 | 4,746    | 6,207            | [ 近鉄 7 ]  | [ 京田辺市 17 ] |
| 2019年（令和元年） | -        | -        | 6,610            |             | [ 京田辺市 18 ] |
| 2020年（令和02年） | -        | -        | 2,204            |             | [ 京田辺市 19 ] |
| 2021年（令和03年） | 11月09日 | 4,307    | 4,935            | [ 近鉄 8 ]  | [ 京田辺市 20 ] |
| 2022年（令和04年） | 11月08日 | 4,744    | 5,711            | [ 近鉄 9 ]  | [ 京田辺市 21 ] |
| 2023年（令和05年） | 11月07日 | 4,741    |                  | [ 近鉄 10 ] |                 |

## 駅周辺
駅前のバスターミナルからは、同志社京田辺キャンパス（同志社大学、同志社女子大学、同志社国際中学校・高等学校）方面へのバスの発着が多い。同志社京田辺キャンパスへはJR同志社前駅や近鉄興戸駅が近いが、その両駅にはバスが乗り入れていない。そのため、奈良交通は近鉄三山木駅と片町線（学研都市線）JR三山木駅を同志社へのバスの玄関口として位置づけ、バス利用の促進のために同志社の学生・教職員を対象とした特別の割引回数券を販売している。
- JR三山木駅 - 西日本旅客鉄道片町線（学研都市線）。ほぼ隣接した形になっており、駅前広場（バスターミナル、タクシー乗降場）を共用している。
- 玉水駅 - 西日本旅客鉄道奈良線。東へ約2キロメートル、木津川の対岸にある。
- 木津川
- 京田辺市立三山木小学校
- 三山木郵便局
- 京都府道22号八幡木津線
- 京都府道65号生駒井手線
- 国道24号 - 京都府道65号を東へ約1.5キロメートル。木津川の対岸にある。
- サンフレッシュ三山木店（スーパーマーケット）
- スーパーマーケットバロー京田辺店
- 田辺病院

## バス路線
JR三山木駅との間に設けられたロータリーに奈良交通の路線が発着。停留所名は「三山木駅」。
京都営業所が担当。同志社大学循環・同志社山手循環は平城営業所との共同便。
| のりば | 路線名             | 行先                                | 備考                                     |
| ------ | ------------------ | ----------------------------------- | ---------------------------------------- |
| 1・2   | 同志社線           | 100系統：同志社大学デイヴィス記念館 | 大学開校日と休校日でダイヤが異なる       |
| 1・2   | 同志社線           | 98系統：同志社大学循環              | 平城営業所との共同便・大学開校日のみ運行 |
| 1・2   | 同志社線           | 52系統：同志社大学・同志社山手循環  | 平城営業所との共同便                     |
| 3      | 同志社山手線       | 50系統：同志社山手循環              | 平城営業所との共同便                     |
| 3      | 同志社山手線       | 53系統：同志社山手・同志社大学循環  | 平城営業所との共同便                     |
| 3      | 三山木高船線       | 90系統：水取                        | 平日1日2本・休日1日1本のみ運行           |
| 3      | 三山木高船線       | 91系統：高船                        | 1日2本のみ運行                           |
| 4      | 京田辺市東部循環線 | 1系統：東部循環外回り               | 1日2本のみ運行                           |
| 4      | 京田辺市東部循環線 | 2系統：東部循環内回り               | 1日2本のみ運行                           |

## 隣の駅
近畿日本鉄道
B 京都線
■急行（下記以外の列車）
通過
■急行（京都発近鉄宮津行き）・■普通
興戸駅 (B17) - 三山木駅 (B18) - 近鉄宮津駅 (B19)
- 括弧内は駅番号を示している。

### 記事本文

### 利用状況
1. ↑  駅別乗降人員 京都線 - 近畿日本鉄道
2. ↑  京田辺市統計書 - 京田辺市

#### 近畿日本鉄道
1. ↑  “駅別乗降人員 京都線 伊賀線”.   近畿日本鉄道. 2002年4月15日時点のオリジナルよりアーカイブ。2025年2月13日閲覧。
2. ↑  “駅別乗降人員 京都線 伊賀線”.   近畿日本鉄道. 2004年6月6日時点のオリジナルよりアーカイブ。2025年2月13日閲覧。
3. ↑  “駅別乗降人員 京都線”.   近畿日本鉄道. 2007年10月30日時点のオリジナルよりアーカイブ。2025年2月14日閲覧。
4. ↑  “駅別乗降人員 京都線”.   近畿日本鉄道. 2013年3月23日時点のオリジナルよりアーカイブ。2025年2月14日閲覧。
5. ↑  “駅別乗降人員 京都線”.   近畿日本鉄道. 2014年7月17日時点のオリジナルよりアーカイブ。2025年2月14日閲覧。
6. ↑  “駅別乗降人員 京都線”.   近畿日本鉄道. 2017年8月29日時点のオリジナルよりアーカイブ。2025年2月14日閲覧。
7. ↑  “駅別乗降人員 京都線”.   近畿日本鉄道. 2019年11月6日時点のオリジナルよりアーカイブ。2025年2月14日閲覧。
8. ↑  近鉄線駅別乗降人員データ【調査日：令和3年11月9日(火)】 (PDF)
9. ↑  近鉄線駅別乗降人員データ【調査日：令和4年11月8日(火)】 (PDF)
10. ↑  近鉄線駅別乗降人員データ【調査日：令和5年11月7日(火)】 (PDF)

#### 京田辺市統計書
1. 1 2 3  平成15年版京田辺市統計書 第6章 運輸・通信 (PDF)
2. ↑  平成16年版京田辺市統計書 第6章 運輸・通信 (PDF)
3. ↑  平成17年版京田辺市統計書 第6章 運輸・通信 (PDF)
4. ↑  平成18年版京田辺市統計書 第6章 運輸・通信 (PDF)
5. ↑  平成19年版京田辺市統計書 第6章 運輸・通信 (PDF)
6. ↑  平成20年版京田辺市統計書 第6章 運輸・通信 (PDF)
7. ↑  平成21年版京田辺市統計書 第6章 運輸・通信 (PDF)
8. ↑  平成22年版京田辺市統計書 第6章 運輸・通信 (PDF)
9. ↑  平成23年版京田辺市統計書 第6章 運輸・通信 (PDF)
10. ↑  平成24年版京田辺市統計書 第6章 運輸・通信 (PDF)
11. ↑  平成25年版京田辺市統計書 第6章 運輸・通信 (PDF)
12. ↑  平成26年版京田辺市統計書 第6章 運輸・通信 (PDF)
13. ↑  平成27年版京田辺市統計書 第6章 運輸・通信 (PDF)
14. ↑  平成28年版京田辺市統計書 第6章 運輸・通信 (PDF)
15. ↑  平成29年版京田辺市統計書 第6章 運輸・通信 (PDF)
16. ↑  平成30年版京田辺市統計書 第6章 運輸・通信 (PDF)
17. ↑  令和元年版京田辺市統計書 第6章 運輸・通信 (PDF)
18. ↑  令和2年版京田辺市統計書 第6章 運輸・通信 (PDF)
19. ↑  令和3年版京田辺市統計書 第6章 運輸・通信 (PDF)
20. ↑  令和4年版京田辺市統計書 第6章 運輸・通信 (PDF)
21. ↑  令和5年版京田辺市統計書 第6章 運輸・通信 (PDF)